# Pseudepipona curictensis
Pseudepipona curictensis är en stekelart som först beskrevs av Bluethg.  Pseudepipona curictensis ingår i släktet Pseudepipona och familjen Eumenidae. Inga underarter finns listade i Catalogue of Life.